# 中津真莉
中津真莉（1983年7月8日—），日本女性配音員、演員。本名及旧艺名为中津真莉子。出身於大阪府東大阪市，曾屬Sun Music等，2015年11月起加入Across Entertainment。2017年7月7日宣布與交往了17年的男朋友結婚。

## 來歷
中津真莉在中學的時候就開始進軍演藝圈，當時還不是聲優。她在自己16歲的時候意外遇到了自己現時的丈夫，二人被同一個經紀人挖掘，後來又同屬一個事務所，兩人在CM中多次扮演情侶。後來19歲的時候該男子退出了演藝圈做回一般社會人。

## 演出作品

### 電視動畫
2010年
- 料理偶像（天王寺蘭子）

2011年
- 糖果精靈（チップ）

2012年
- 向银河开球（高遠繪里香）
- 櫻花莊的寵物女孩（青山七海）

2013年
- 王者天下2（向）
- 紙箱戰機WARS（金箱鈴音）
- 黃金拼圖（女學生、小人）
- 超次元戰記 戰機少女（國民C）

2014年
- 魔女的使命（魔女B）
- 咲-Saki- 全國篇（愛宕絹惠）
- 東京闇鴉（學生B）
- selector spread WIXOSS（女學生）

2015年
- 偵探歌劇 少女福爾摩斯 TD（法條美樹）
- 魔法少女奈葉ViVid（齊格琳德·艾雷米亞、旁白）
- 你好！！黃金拼圖（日暮香奈）
- 監獄學園（女子H、女子D、女子C）

2016年
- 重裝武器（恰姆）
- Lostorage incited WIXOSS（女高中生、少女）
- ViVid Strike!（齊格琳德·艾雷米亞）

2017年
- 烏菈菈迷路帖（女主人、烏菈菈）
- 南鎌倉高校女子自行車社（學姐A）

### OVA
2012年
- 新网球王子（白石友香里）

2013年
- 女子落（Acchan）

2016年
- 監獄學園（女子D）

### 劇場版動畫
2012年
- 圖書館戰爭 革命之翼（商店店員）

2013年
- 十五少年漂流記～海賊島DE!大冒險～（昆西）

2016年
- 黃金拼圖 Pretty Days（日暮香奈）

2021年
- 黃金拼圖 Thank you!!（日暮香奈）

### 遊戲
2013年
- 櫻花莊的寵物女孩（青山七海）
- 紙箱戰機WARS（金箱鈴音）
- （青山七海）

2015年
- 咲-Saki- 全國篇（愛宕絹惠[4]）

2021年
- 閃耀幻想曲（日暮香奈）

### 廣播劇CD
- 櫻花莊的寵物女孩 -椎名真白的初次照料-（青山七海）

## 註解
1. 1 2  .   [2012-11-15]. （原始内容存档于2012-11-14）.
2. ↑  ☆☆201777ご報告です☆☆[永久]
3. ↑  .   [2017-07-07]. （原始内容存档于2017-07-09）.
4. ↑   (2015年6月25日号). enterbrain. 2015-06-11.

## 外部連結
- （日語） 中津真莉子 Sun Music Group Official Web Site（页面存档备份，存于），事務所上的介紹頁面。
- （日語） 中津真莉子 オフィシャルブログ powered by Ameba（页面存档备份，存于），官方網誌。
- （日語） 中津真莉子☆半顔のネコにご用心！｜yaplog!（ヤプログ！）byGMO（页面存档备份，存于），舊的官方網誌。
- （日語） 中津真莉子のページ
- 中津真莉的X（前Twitter）